# Biljardkö

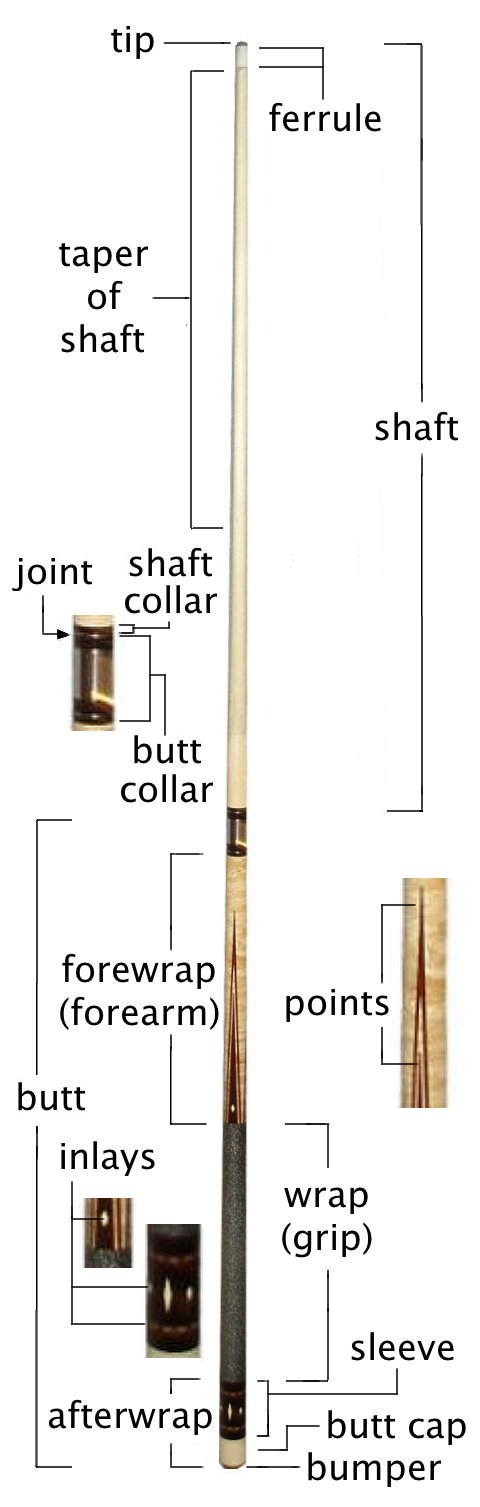
Delar av en biljardkö

En biljardkö används för att utföra en stöt när man spelar biljard. Traditionellt är biljardköer tillverkade av sockerlönn som är ett mycket hårt träslag.
Kön är vanligen cirka 140 till 147 cm lång och koniskt formad; den bakre diametern är cirka 30 mm och i framänden cirka 12–13 mm i diameter. Kön är ofta delbar via en gänga på mitten. Den främre halvan av biljardkön kallas för köspets.
Längst fram i köspetsen sitter det en förstärkning som kallas köben och ytterst på köbenet sitter ett köläder (cirka 6 mm tjocklek) rundat i ungefär samma radie som en biljardboll.
Kölädret gnides in med krita, oftast före varje stöt, för att inte slinta mot bollen.
Biljardköer tillverkas även i glasfiber och kompositmaterial som till exempel kolfiber. 
Vikten brukar ligga på cirka 500 g.